# Modicogryllus mombasae
Modicogryllus mombasae är en insektsart som beskrevs av Otte, D. och Cade 1984. Modicogryllus mombasae ingår i släktet Modicogryllus och familjen syrsor. Inga underarter finns listade i Catalogue of Life.